# هوتنبرگ، اتریش
هوتنبرگ  (به آلمانی: Hüttenberg) یک منطقهٔ مسکونی در اتریش است که در Sankt Veit an der Glan District واقع شده‌است. هوتنبرگ  ۱٬۶۹۹ نفر جمعیت دارد.